# Gene Ontology

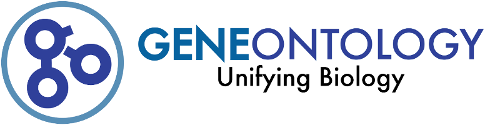

Gene Ontology (GO) ist eine internationale Bioinformatik-Initiative zur Vereinheitlichung eines Teils des Vokabulars der Biowissenschaften. Resultat ist die gleichnamige Ontologie-Datenbank, die inzwischen weltweit von vielen biologischen Datenbanken verwendet und ständig weiterentwickelt wird. Die Datenbank will vor allem Informationen über die Funktionen der Gene bereitstellen. Weitere Bemühungen sind die Zuordnung von GO-Termini (Annotation) zu einzelnen Genen und ihren Proteinen sowie die Bereitstellung entsprechender Software zur Verwendung der Ontologie.
Die an GO teilnehmenden Institutionen sind in der Mehrzahl US-amerikanisch und werden von den Regierungen und einem Unternehmen (AstraZeneca) unterstützt. GO ist primär in Englisch und spezies-neutral gehalten und steht zur freien Verfügung. Sie ist Teil eines größeren Projekts, der Open Biomedical Ontologies.

## Datenbank und Termini
GO ist eine biomedizinische Ontologie, die drei Bereiche abdeckt: „Zelluläre Komponente“, „Biologischer Prozess“ und „Molekulare Funktion“. Jeder Terminus besteht aus einem Namen, einer Nummer und assoziierten Daten. Die Ontologie hat die Topologie eines gerichteten azyklischen Graphen.

### Beispiel
```
id: GO:0000016
name: lactase activity
namespace: molecular_function
def: "Catalysis of the reaction: lactose + H2O = D-glucose + D-galactose." [EC:3.2.1.108]
synonym: "lactase-phlorizin hydrolase activity" BROAD [EC:3.2.1.108]
synonym: "lactose galactohydrolase activity" EXACT [EC:3.2.1.108]
xref: EC:3.2.1.108
xref: MetaCyc:LACTASE-RXN
xref: Reactome:20536
is_a: GO:0004553 ! hydrolase activity, hydrolyzing O-glycosyl compounds
```

Datenquelle:

## Anwendungen
Die Gene Ontology ist, wie andere Ontologien, ein Versuch, biologisches Wissen übersichtlich darzustellen. Eine solche Darstellung, zudem wenn sie Anspruch auf Optimalität erhebt, hätte neben einer Vereinheitlichung der Sprache viele Anwendungen, unter anderem im Verlags- und Bibliothekswesen. Hinzu kommt, dass durch die strukturierte Darstellung eine Verwendung in Software möglich ist, die so biologisches und klinisches Wissen benutzt, um Fragen zu beantworten und experimentelle Daten zu analysieren (Logisches Schließen, Data-Mining).
Die wichtigsten Hilfsmittel zum Durchsehen der GO-Einträge sind der Ontologieeditor OBO-edit und der Browser AmiGO, der als Webseite zur Verfügung steht. In Europa betreibt das European Bioinformatics Institute den Browser QuickGO. OBO-edit stellt außer der Präsentation der Ontology Werkzeuge zur Abfrage und zum Filtern der Ontologieinformation zur Verfügung.
Für die Analyse von Experimenten, die als Resultat eine große Menge an Werten enthalten, die jeweils einzelnen Genen zugeordnet sind, können verschiedene Zielsetzungen des Data-Mining mit jeweils unterschiedlichen Algorithmen, zusammen mit der vorgegebenen Gene Ontology, zu nichttrivialen Schlussfolgerungen aus dem Experiment führen. Beispielsweise werden Clusteranalyse-Algorithmen verwendet, um festzustellen, welche biologischen Prozesse hauptsächlich durch bestimmte Umweltgifte in Zellen verändert werden, indem man Resultate entsprechender Microarray-Experimente mithilfe der GO-Annotationen aller Gene des betroffenen Organismus analysiert.